# Challenge international du Nord
Le Challenge international du Nord est un tournoi annuel de football, créé en 1898 par le club du Sporting Club Tourquennois, mettant aux prises des clubs belges, français, suisses, néerlandais et anglais. Il se tient dans la métropole lilloise (Roubaix, Tourcoing et Lille) de 1898 à 1914 sous divers formats.

## Tournoi
Le championnat de France USFSA n'étant ouvert qu'aux clubs de la région parisienne jusqu'à l'été 1898. En réaction, le Challenge international du Nord est créé quelques mois plus tôt. Malgré l'ouverture du championnat de France USFSA aux clubs de province, le Challenge perdure jusqu'en 1914.
En janvier 1898, les règlements du Challenge, également appelé championnat international du Nord, sont publiés dans la presse. Comme son nom l'indique la compétition est internationale, les clubs français doivent cependant faire partie de l'USFSA pour y participer, et les clubs étrangers être qualifiés par ce même organisme. Le professionnalisme est interdit sous peine de disqualification. Le nombre maximal de clubs engagés est de douze.
Le format du tournoi est très fluctuant. Lors de certaines des premières éditions, opposant des clubs belges et français, un « Groupe France » comprenant uniquement des clubs français et un « Groupe Belgique » permettent de sélectionner les quatre demi-finalistes : deux clubs français et deux clubs belges.
À partir de 1905, des clubs néerlandais (Prinses Wilhelmina en 1905 et GVC Wageningen l'année suivante) et suisses (notamment les Old Boys de Bâle) participent au tournoi. Entre 1909 et 1914, le tournoi oppose exclusivement clubs français et anglais amateurs.

## Palmarès
À l'exception du succès du Havre AC en 1900, les clubs belges remportent tous les trophées de 1898 à 1908. L'Union Saint-Gilloise se distingue particulièrement en atteignant quatre finales du challenge en cinq ans et en remportant trois (1904, 1905, 1907) ; l'Union est le club le plus titré de la compétition.
Ensuite le bilan est équilibré entre les clubs français et les clubs anglais à partir de 1909, année à partir de laquelle le tournoi ne se dispute qu'entre les équipes de ces deux pays.

### Palmarès par édition
| Édition | Année | Vainqueur                     | Finaliste                 | Score   | Notes                          |
| ------- | ----- | ----------------------------- | ------------------------- | ------- | ------------------------------ |
| 1       | 1898  | Léopold Club de Bruxelles (1) | RC Roubaix                | 3-1     |                                |
| 2       | 1899  | Léopold Club de Bruxelles (2) | FC Bruges                 | 4-1     |                                |
| 3       | 1900  | Le Havre AC (1)               | Club français             | 3-2     |                                |
| 4       | 1901  | Beerschot AC (1)              | Léopold Club de Bruxelles | 2-0     |                                |
| 5       | 1902  | Antwerp FC (1)                | Beerschot AC              | 4-2     |                                |
| 6       | 1903  | Racing Club de Bruxelles (1)  | RC Roubaix                | 4-0     |                                |
| 7       | 1904  | Union Saint-Gilloise (1)      | United Sports Club        | 5-0     |                                |
| 8       | 1905  | Union Saint-Gilloise (2)      | Prinses Wilhelmina        | 3-1     | arbitre : Fernand Desrousseaux |
| 9       | 1906  | Antwerp FC (2)                | US Tourcoing              | 3-2     |                                |
| 10      | 1907  | Union Saint-Gilloise (3)      | Olympique lillois         | 4-0     |                                |
| 11      | 1908  | Racing Club de Bruxelles (2)  | Union Saint-Gilloise      | 1-0     |                                |
| 12      | 1909  | Eastbourne FC (1)             | RC Roubaix                | 5-1     |                                |
| 13      | 1910  | Reigate Priory (1)            | CA Paris                  | 3-0     |                                |
| 14      | 1911  | US Tourcoing (1)              | Cambridge Town            | 2-1     |                                |
| 15      | 1912  | Cambridge Town (1)            | US Tourcoing              | 4-1     |                                |
| 16      | 1913  | US Tourcoing (2)              | Club français             | Inconnu |                                |
| 17      | 1914  | CASG Paris (1)                | Club français             | 7-0     |                                |

### Palmarès par titre
| Titres | Club                      | Pays       | Éditions         |
| ------ | ------------------------- | ---------- | ---------------- |
| 3      | Union Saint-Gilloise      | Belgique   | 1904, 1905, 1907 |
| 2      | Léopold Club de Bruxelles | Belgique   | 1898, 1899       |
| 2      | Antwerp FC                | Belgique   | 1902, 1906       |
| 2      | Racing Club de Bruxelles  | Belgique   | 1903, 1908       |
| 2      | US Tourcoing              | France     | 1911, 1913       |
| 1      | Le Havre AC               | France     | 1900             |
| 1      | Beerschot AC              | Belgique   | 1901             |
| 1      | Eastbourne FC             | Angleterre | 1909             |
| 1      | Reigate Priory            | Angleterre | 1910             |
| 1      | Cambridge Town            | Angleterre | 1912             |
| 1      | CASG Paris                | France     | 1914             |

## Sources
- RSSSF et archives Pages de Foot
- Olivier Chovaux, 50 ans de football dans le Pas-de-Calais, Arras, Artois Presses Université, 2001